# 화도중학교
화도중학교(華道中學校)는 대한민국 경기도 화성시 마도면 석교리에 있는 사립 중학교이다.

## 학교 연혁
- 1949년 11월 8일 : 마도고등공민학교 설립인가
- 1949년 11월 9일 : 김용기 교장 취임
- 1953년 3월 10일 : 마도농림기술학교로 학교명 변경
- 1953년 5월 1일 : 홍사승 이사장 취임
- 1953년 5월 1일 : 마도기술학교로 학교명 변경
- 1954년 7월 5일 : 재단법인 마도학원 설립인가
- 1954년 7월 5일 : 이규갑 이사장 취임
- 1954년 10월 7일 : 화도중학교 설립인가 6학급
- 1955년 3월 8일 : 마도기술학교 제4회 최종졸업으로 폐교
- 1955년 3월 31일 : 이기연 교장 취임
- 1973년 2월 28일 : 학교법인 민태학원으로 법인명 변경
- 1994년 10월 4일 : 학교법인 선모학원으로 법인명 변경
- 2005년 9월 6일 : 학교법인 거붕학원으로 법인명 변경
- 2005년 9월 14일 : 백용기 이사장 취임
- 2008년 6월 20일 : 급식실 준공
- 2010년 3월 12일 : 기상의 전당(체육관) 개관식
- 2012년 10월 25일 : 인조잔디 운동장 개장
- 2021년 3월 1일 : 오상길 교장 취임
- 2024년 1월 9일 : 제69회 졸업식(누계 4,873명)
- 2024년 3월 4일 : 입학식 (60명)

## 참고 자료
- 화도중학교 - 한국교육학술정보원 학교알리미